# Б

Б majúscula juntament amb les seves variants estàndard i serbomacedònia minúscules

Б, б (en cursiva Б, б) és la segona lletra de l'alfabet ciríl·lic. És present en tots els alfabets de les llengües eslaves que empren el ciríl·lic. La lletra Б és derivada de la lletra beta de l'alfabet grec, tot i que en l'alfabet rus cursiu és més semblant a una delta: δ. El nom antic d'aquesta lletra era buki. No tenia cap valor numèric. Representa la consonant oclusiva bilabial sonora /b/, tot i que en rus pot també representar el so /p/ al final d'una síl·laba: клуб (/klup/). La seva forma és semblant a la del nombre 6. No ha de confondre's amb la lletra В, ja que aquesta representa el so fricatiu labiodental sonor /v/. I, en minúscula, també s'escriu d'un mode semblant a la lletra minúscula grega delta (δ).

## Taula de codis
| Codificació de caràcters |           | Decimal | Hexadecimal | Octal  | Binari              |
| ------------------------ | --------- | ------- | ----------- | ------ | ------------------- |
| Unicode                  | Majúscula | 1041    | 0411        | 002021 | 0000 0100 0001 0001 |
| Unicode                  | Minúscula | 1073    | 0431        | 002061 | 0000 0100 0011 0001 |
| ISO 8859-5               | Majúscula | 177     | B1          | 261    | 1011 0001           |
| ISO 8859-5               | Minúscula | 209     | D1          | 321    | 1101 0001           |
| KOI 8                    | Majúscula | 226     | E2          | 342    | 1110 0010           |
| KOI 8                    | Minúscula | 194     | C2          | 302    | 1100 0010           |
| Windows 1251             | Majúscula | 193     | C1          | 301    | 1100 0001           |
| Windows 1251             | Minúscula | 225     | E1          | 341    | 1110 0001           |